# 長崎医療こども専門学校
長崎医療こども専門学校とは、長崎県長崎市にある専修学校。運営は学校法人平成国際学園

## 沿革
- 1986年 - 長崎情報ビジネス専門学校として開校
- 2008年 - 長崎柔鍼スポーツ専門学校開校
- 2017年 - 長崎医療こども専門学校に校名変更

## 設置学科
- 介護福祉科（全日制・2年制・男女） - 介護福祉士試験の受験資格
- 柔道整復師科（昼間部・3年制・男女） - 柔道整復師試験の受験資格
- 医療ビジネス科（全日制・2年制・女子）
- 保育こども科（全日制・3年制・男女）

## 交通アクセス
- 長崎駅から徒歩1分